# 太陽與月亮
太陽與月亮（又稱為T&C Bomber）是一個來自於Hello! Project的日本女子組合，於1999年創立，於2000年解散。成員有稻葉貴子、本多RuRu、信田美帆、小湊美和等人。

## 音乐作品

### 專輯
- 1999年10月27日：《Taiyo & Ciscomoon 1》
- 2000年9月27日：《2nd Stage》
- 2008年12月10日：《太陽與月亮／T&C Bomber》

### 單曲
- 1999年4月21日：《月亮太陽》
- 1999年6月23日：《Gatamekira》
- 1999年7月28日：《宇宙La Ta Ta》
- 1999年8月25日：《Everyday Everywhere》
- 1999年9月29日：《Magic of Love》
- 1999年12月8日：《圓圓的太陽(Winter Version)》
- 2000年4月19日：《Don't Stop 戀愛中?》
- 2000年7月19日：《Hey!正午的海市蜃樓》